# Šúľance
Los šúľance (AFI: ['ʂuːʎantse], literalmente rodillos, en singular el šúľanec) son ñoquis eslovacos hechos de patatas con el azúcar o las semillas de amapola. El nombre del plato proviene de la palabra eslovaca šúľať, que significa "rodar".
En 2018, en Piešťany, se llevó a cabo una competencia de rodar del šúľance llamada "Budeme šúľať".

## Literatura
- Kuchárska knižka: Naše kulinárske dedičstvo – spájame chute pohraničia. Miestna akčná skupina Terchovská Dolina, 2021. ISBN 978-83-8056-329-2. Disponible en online